# Río Cumberland
El río Cumberland (del inglés: Cumberland River), es un largo río y una importante vía fluvial del sur de los Estados Unidos, y uno de los principales afluentes del río Ohio. Con una longitud de 1106 km es uno de los mayores ríos de los Estados Unidos y drena una cuenca de 46 830 km². Es uno de los tres ríos principales de Kentucky, junto con el río Kentucky y el Big Sandy.
Administrativamente, el río discurre por los estados de Kentucky y Tennessee. 

## Historia

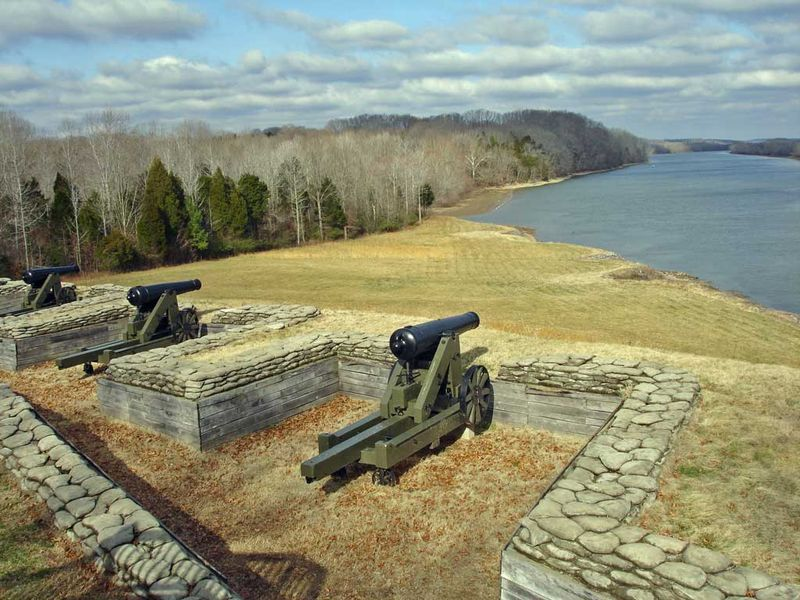
Ruinas del Fort Donelson, a orillas del río Cumberland.

El río Cumberland fue primero un importante paso para cazadores y colonos y, más tarde, una vía navegable para acceder a los ríos Ohio y Misisipi. Aldeas, pueblos y ciudades se fueron fundando en los puntos de desembarque a lo largo de sus orillas ya que, hasta mediados del siglo XIX, los colonos dependían enteramente de los ríos para el comercio y los viajes. 
En 1748, Thomas Walker (1715–94), un agrimensor y explorador de renombre virginiano, lideró una partida de cazadores a través de los montes Apalaches que partió desde Virginia. Walker dio el nombre de Cumberland a la majestuosa cordillera que atravesó en ese viaje, en honor del Príncipe William, duque de Cumberland (1721–1765). Este nombre se ha vuelto popular en EE. UU. después de la batalla de Culloden en 1746. Walker prosiguió su expedición a través del largo paso de Cumberland, que cruza la cordillera, en lo que hoy es Kentucky. Al encontrar un hermoso arroyo de montaña que fluía por el paso lo llamó río Cumberland. La entrada del diario de Walker del 17 de abril de 1750, lo recoge: 

Descendí un arroyo cazando, y encontré que iba a un río a una milla por debajo de nuestro campamento. Éste, que es el arroyo Flat [Plano] y algunos otros que se le unían. Le llamé río Cumberland.
Diario de Thomas Walker 

Antes de la expedición de Walker, el río Cumberland era conocido como Warioto por los nativos americanos y como Shauvanon por los comerciantes franceses. El río también fue conocido como río Shawnee (o río Shawanoe) años después del viaje de Walker.
Varias batallas de la guerra civil estadounidense tuvieron lugar cerca del río Cumberland, incluida la batalla de Fort Donelson, cuyas ruinas son ahora un parque nacional Militar, el «Fort Donelson National Military Park». En esta batalla ocurrió la primera rendición incondicional de la guerra civil, la del general confederado Simon Bolivar Buckner. 
El nombre del río se ha utilizado para designar a uno de los cuerpos del Ejército de la Unión, el Cumberland. También varios buques de la marina de los EE. UU. han sido llamados USS Cumberland.
El desborde del Cumberland en mayo del 2010 mató a 10 personas en Nashville.

## Geografía
El río Cumberland nace en la confluencia de los arroyos Poor Fork (de 72 km) y Clover Fork (48 km), cerca de Harlan (2081 hab. en 2000), condado de Harlan, en la parte oriental de Kentucky, en la meseta Cumberland (Cumberland Plateau). Discurre el río en dirección predominantemente oeste, por la parte sureste del estado de Kentucky, en un valle estrecho y encajonado, muy sinuoso, describiendo muchas curvas, vueltas y meandros. En su curso alto es un río de montaña, con poco volumen a finales de verano, pero que provoca graves inundaciones en invierno y primavera. En esta primera parte el río pasa por las localidades de Pineville (2093 hab.), Barbourville (3589 hab.) y Williamsburg (5143 hab.). 

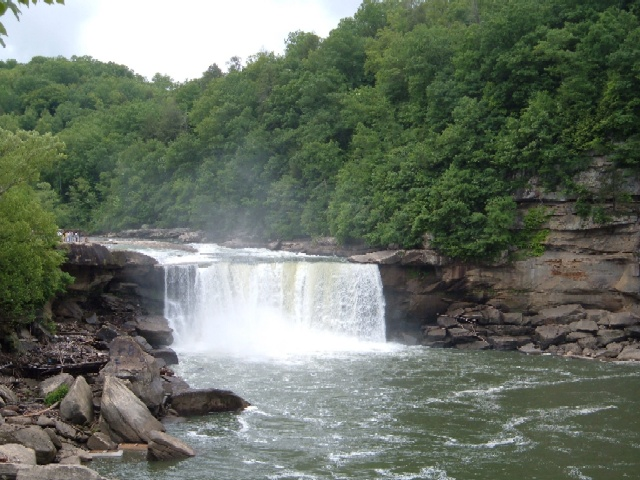
Las cataratas Cumberland.

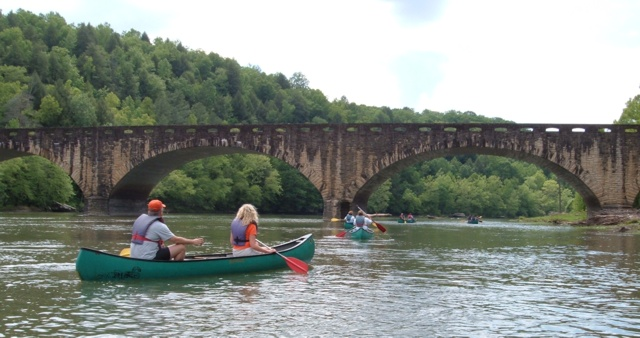
Canoas en el río Cumberland aguas arriba de las cataratas Cumberland.

A partir de aquí el río Cumberland cruza un banco de tierras altas de la meseta de Cumberland, corriendo por el fondo de un barranco entre acantilados de unos 90−120 m de altura. Al final de este curso alto se encuentran las cataratas Cumberland, un salto de agua de 20,7 m de alto y 38 m de anchura, que es uno de los mayores saltos en la región oriental de los Estados Unidos y el único lugar del hemisferio Occidental donde puede verse un arco iris lunar. Luego el río se adentra en la cuenca central caliza de Tennessee, y, poco más abajo, llega a la cola del lago Cumberland, el primero de los tramos en los que el río está embalsado. La presa de Wolf Creek (1952), en el condado de Russell, creó un gran embalse de 265,2 km² y 2020 km de orillas, el más profundo de los embalses de los valles del Tennessee y Cumberland y también el 9.º mayor por capacidad de los EE. UU. La presa fue construida por la Tennessee Valley Authority (TVA), y forma parte de un conjunto que tenía como fin, regular el río para evitar inundaciones y producir energía hidroeléctrica. Además, ahora todos esos embalses son importantes área para el recreo y la pesca deportiva. La presa de Wolf Creek es el final aguas arriba del tramo navegable del Cumberland.
Abandona Kentucky por su lado meridional y se interna el río en la parte Norte del estado de Tennessee, en una zona en la que llega pronto al embalse de Cordell Hull, con la presa construida aguas arriba de la ciudad de Cartago (2251 hab.). Luego llega al embalse de Old Hickory (1954), que cubre 91 km², y a unos 40 km aguas abajo de la presa, pasa por la ciudad más importante de su curso, la capital del estado, Nashville (569 891 hab.). Sigue luego por Ashland (3641 hab.), Clarkville (119 250 hab.) —la segunda ciudad en importancia— y luego por la pequeña Dover (1442 hab.). Alcanza después un nuevo tramo embalsado, el del lago Barkley (234 km²), en funcionamiento desde 1966, cuya larga cola está en Tennessee pero que en su mayor parte pertenece de nuevo a Kentucky. En la orilla derecha del embalse se encuentra la localidad de Eddyville (2350 hab.). 
Este importante embalse es paralelo a otro gran embalse, el del lago Kentucky, construido sobre el río Tennessee. Ambos embalses están tan cerca que están conectados por un canal en sus cabeceras y dejan entre ellos una gran isla, ahora parque nacional («Land between the Lakes National Recreation Area»). El río está ya en su parte final, que corre por el suroeste de Kentucky, para desembocar pronto en el río Ohio, en su curso bajo y por la margen izquierda, cerca de la pequeña ciudad de Smitland (401 hab.). El río Cumberland desagua en el Ohio a unos 20  km río arriba de la desembocadura del otro gran afluente, el río Tennessee.

## Afluentes
Los principales afluentes del río Cumberland son los siguientes:
- en Kentucky, los ríos Laurel (68 km), Rockcastle (121 km), y Big South Fork Cumberland (165,8 km);
- en Tennessee, los ríos Obey (76,9 km), Caney Fork (230 km), Stones-East Fork (149 km), Harpeth (185 km) y Red (161 km);
- y de nuevo en el oeste de Kentucky, el río Little (93 km).

Un tramo de 145 km del Big South Fork está protegido desde 1974 por el Servicio de Parques Nacionales como «Río Nacional y Área de Recreo Big South Fork» (Big South Fork National River and Recreation Area) (507,11 km²). 
En varios de estos afluentes también se han construido grandes presas: en Kentucky, en la cuenca alta del Cumberland, la presa Laurel, en el río Laurel; en Tennessee, cerca de Celina (1379 hab.), la presa Dale Hollow (1953), en el río Obey; al sureste de Cartago, la gran presa Center Hill (1951), en el río Caney Fork, que cubre 5631 km²; y, al este de Nashville, la presa J. Percy Priest, en el río Stones.

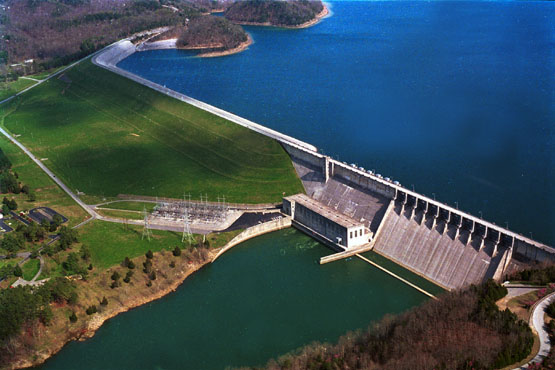
La presa Wolf Creek y el lago Cumberland
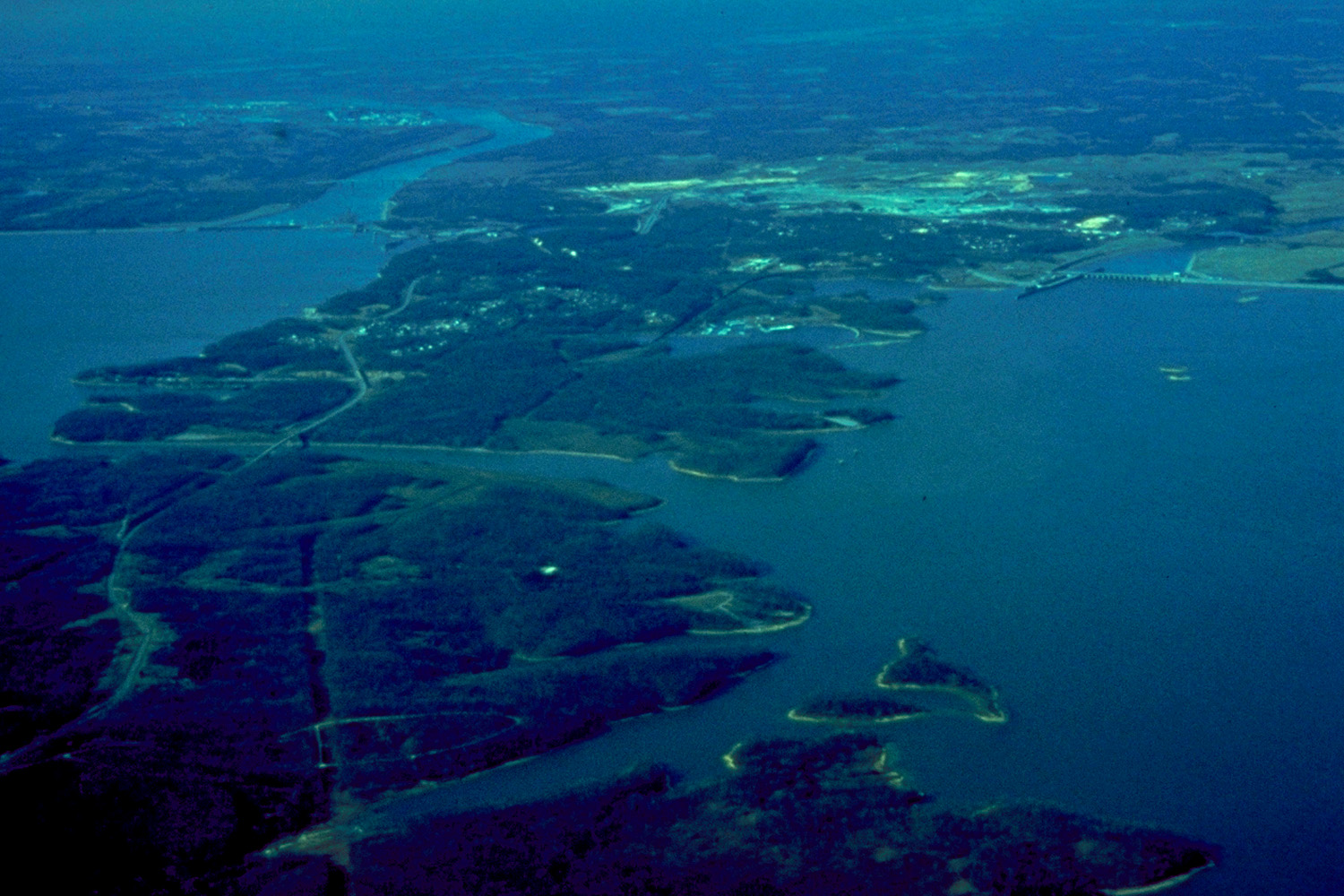
Lago Barkley (a la derecha) y lago Kentucky
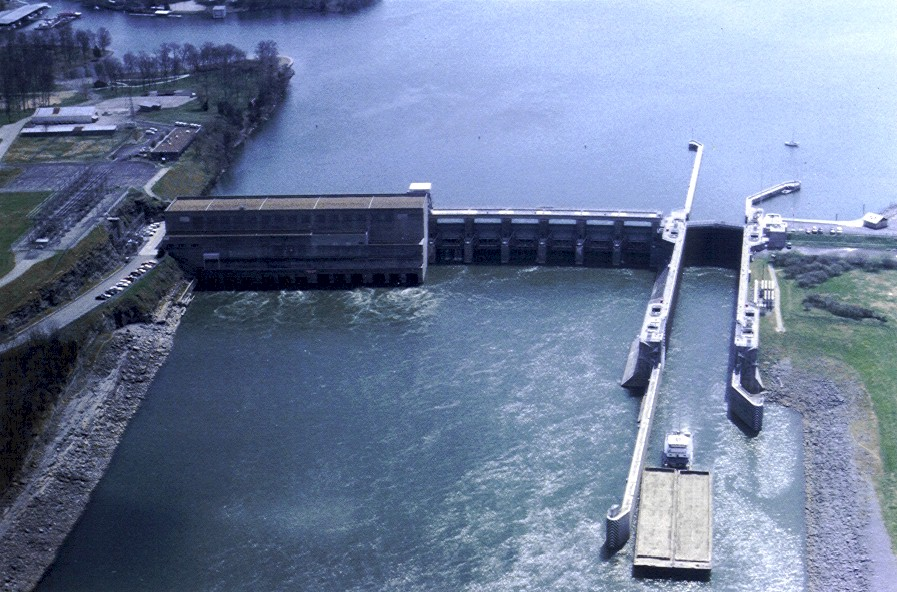
Presa Old Hickory
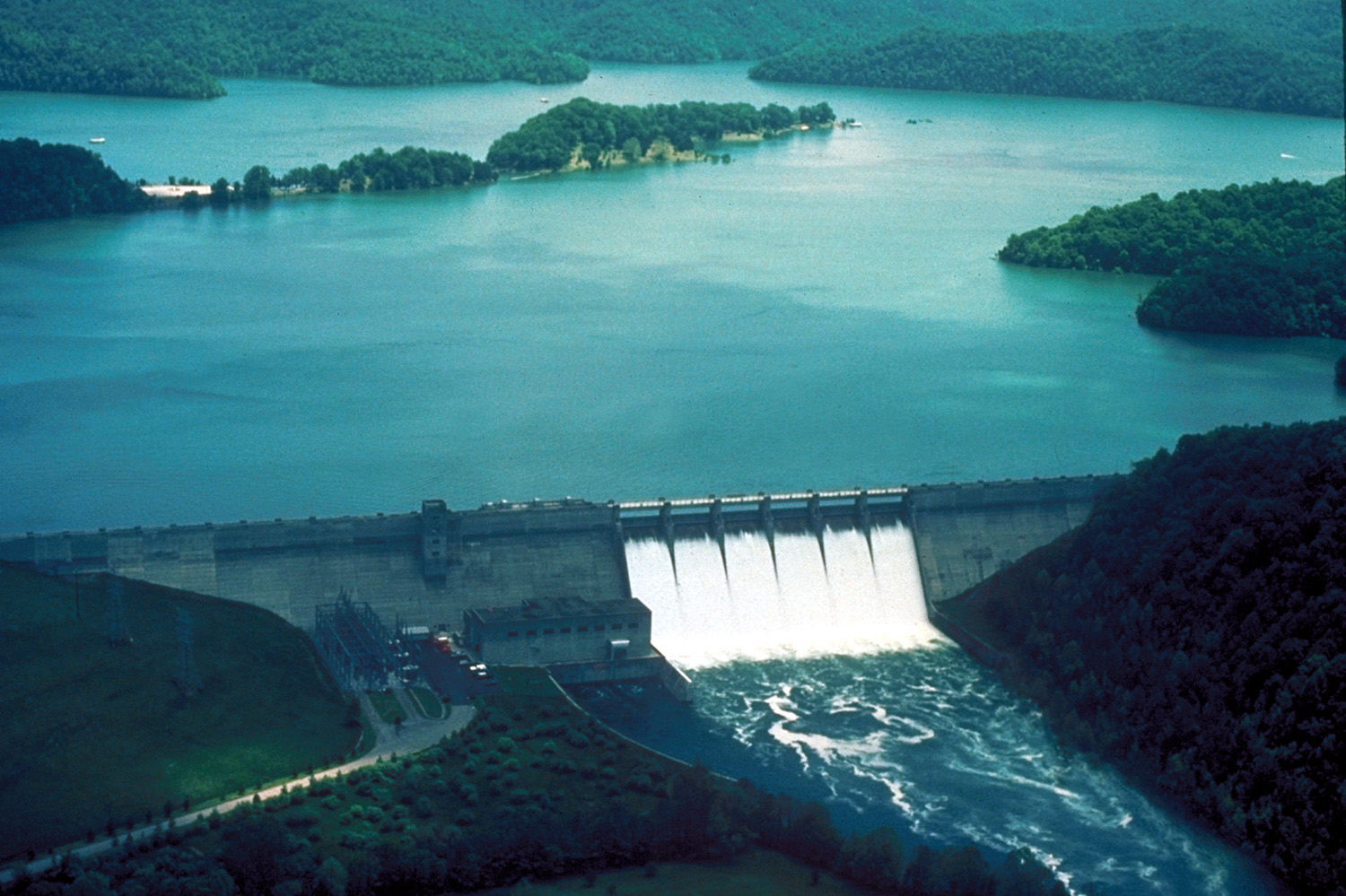
Presa Dale Hollow (en el río Obey)
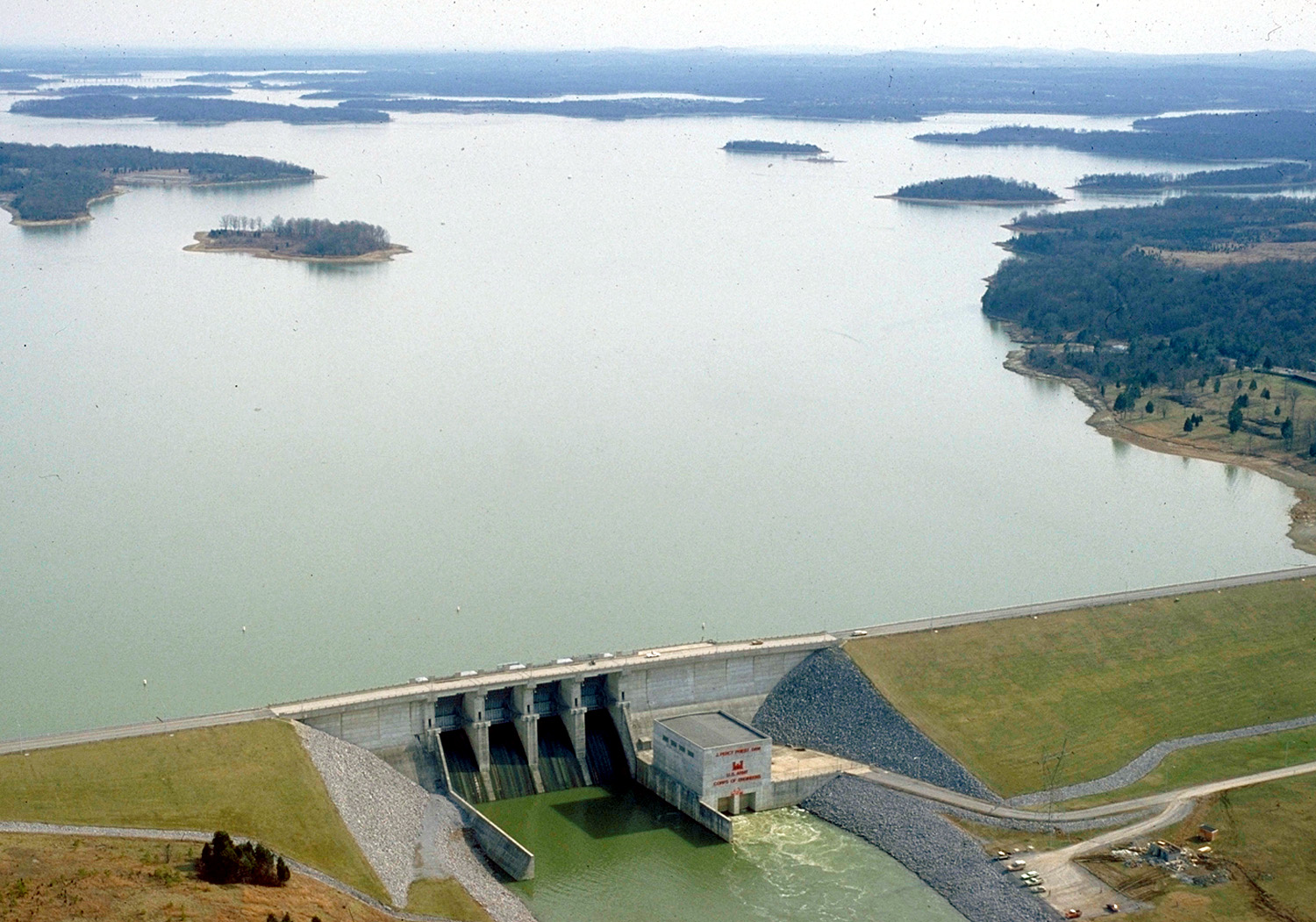
Lago Percy Priest (en el río Stones)
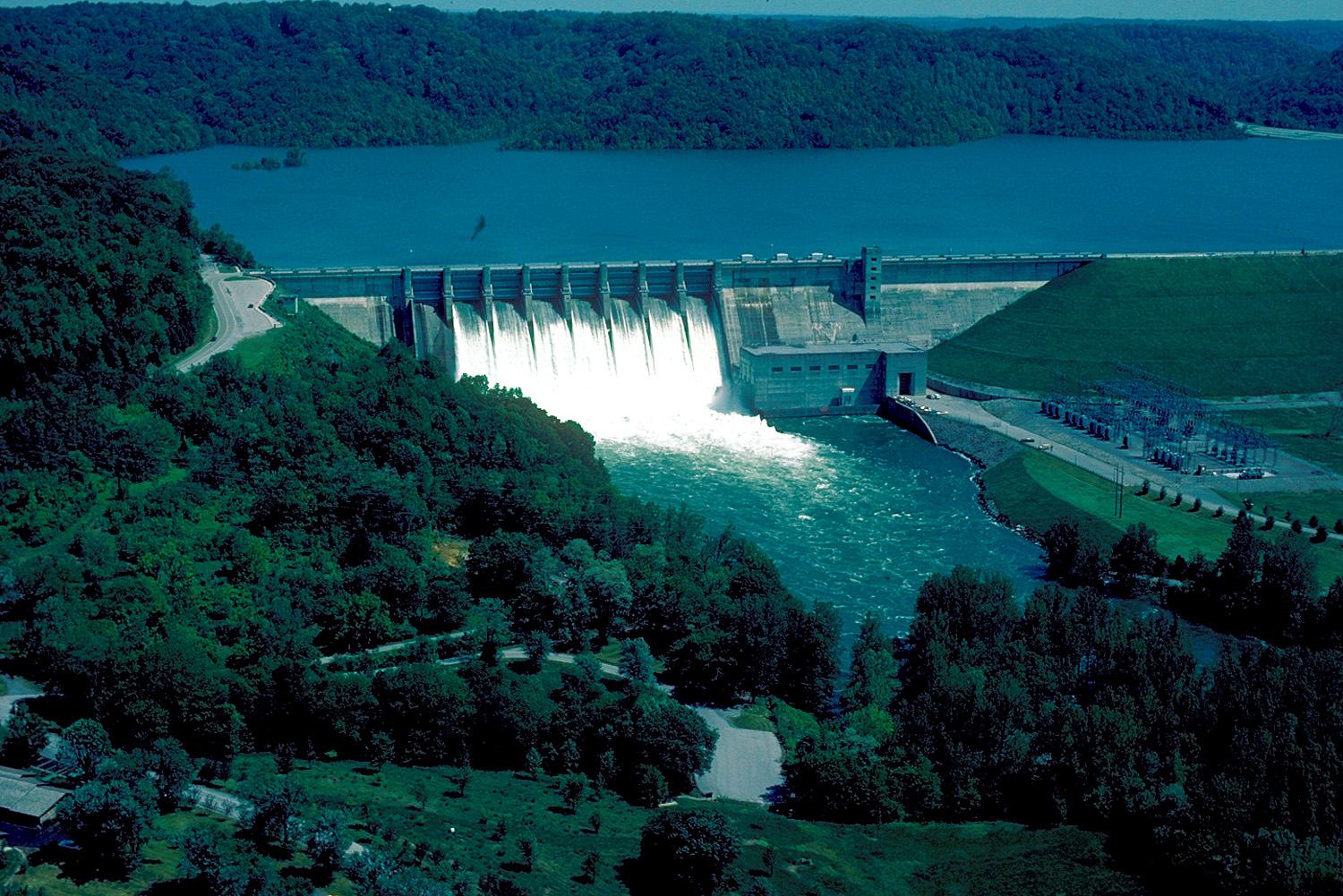
Lago Center Hill (en el río Caney Fork)